# Frédéric Riveta
 (septembre 2017).
Si vous disposez d'ouvrages ou d'articles de référence ou si vous connaissez des sites web de qualité traitant du thème abordé ici, merci de compléter l'article en donnant les références utiles à sa vérifiabilité et en les liant à la section « Notes et références ».
Frédéric Riveta, né le 19 juillet 1954 à Rurutu, est un homme politique polynésien. 
Il a été ministre de l'Agriculture, de l'Artisanat et du Développement des archipels dans le gouvernement de la Polynésie française du 16 septembre 2014 au 7 octobre 2015.

## Biographie
Maire de Rurutu depuis 1995, conseiller territorial de 1996 à 2008, plusieurs fois ministre dans des gouvernements Flosse, Tong Sang et Temaru, il y a occupé les postes de l'Agriculture, de la Pêche et de l'Économie rurale. Lors du congrès fondateur du Tapura Huiraatira, il en devient vice-président. 
Ancien membre du gouvernement du 16 septembre 2014 au 7 octobre 2015, il a démissionné de l'exécutif et est revenu dans les rangs de l'Assemblée pour renforcer la majorité pro-Fritch, son suivant de liste qui le remplaçait étant un pro-Flosse.